# Wholetrain
Wholetrain (v německém originále Wholetrain) je německo-polský dramatický film z roku 2006. Režisérem filmu je Florian Gaag. Hlavní role ve filmu ztvárnili Mike Adler, Florian Renner, Elyas M’Barek, Jacob Matschenz a Gerald Alexander Held.

## Obsazení
| Mike Adler            | David      |
| Florian Renner        | Tino       |
| Elyas M’Barek         | Elyas      |
| Jacob Matschenz       | Achim      |
| Gerald Alexander Held | Steinbauer |
| Karina Fallenstein    | Maria      |
| Kristina Karst        | Dina       |
| Naomi Knopf           | Tamara     |